# Cylindrothecium polysetum
Cylindrothecium polysetum là một loài Rêu trong họ Entodontaceae. Loài này được (Müll. Hal.) Paris mô tả khoa học đầu tiên năm 1900.